# فرنسيس إي. سويني
فرنسيس إي. سويني هو قاضي ولاعب كرة قدم كندية ومحامي وسياسي أمريكي، ولد في 24 يناير 1934 في مقاطعة كاياهوغا في الولايات المتحدة، وتوفي في 10 أبريل 2011. نشط حزبياً في الحزب الديمقراطي والحزب الجمهوري.

## وصلات خارجية
- فرنسيس إي. سويني على موقع JustSportsStats.com (الإنجليزية)